# Sant Vicenç dels Horts
Sant Vicenç dels Horts ist eine spanische Stadt in der Provinz Barcelona im Nordosten Spaniens. Sie liegt in der Comarca Baix Llobregat und gehört zur Metropolregion Àrea Metropolitana de Barcelona.

## Einzelnachweise

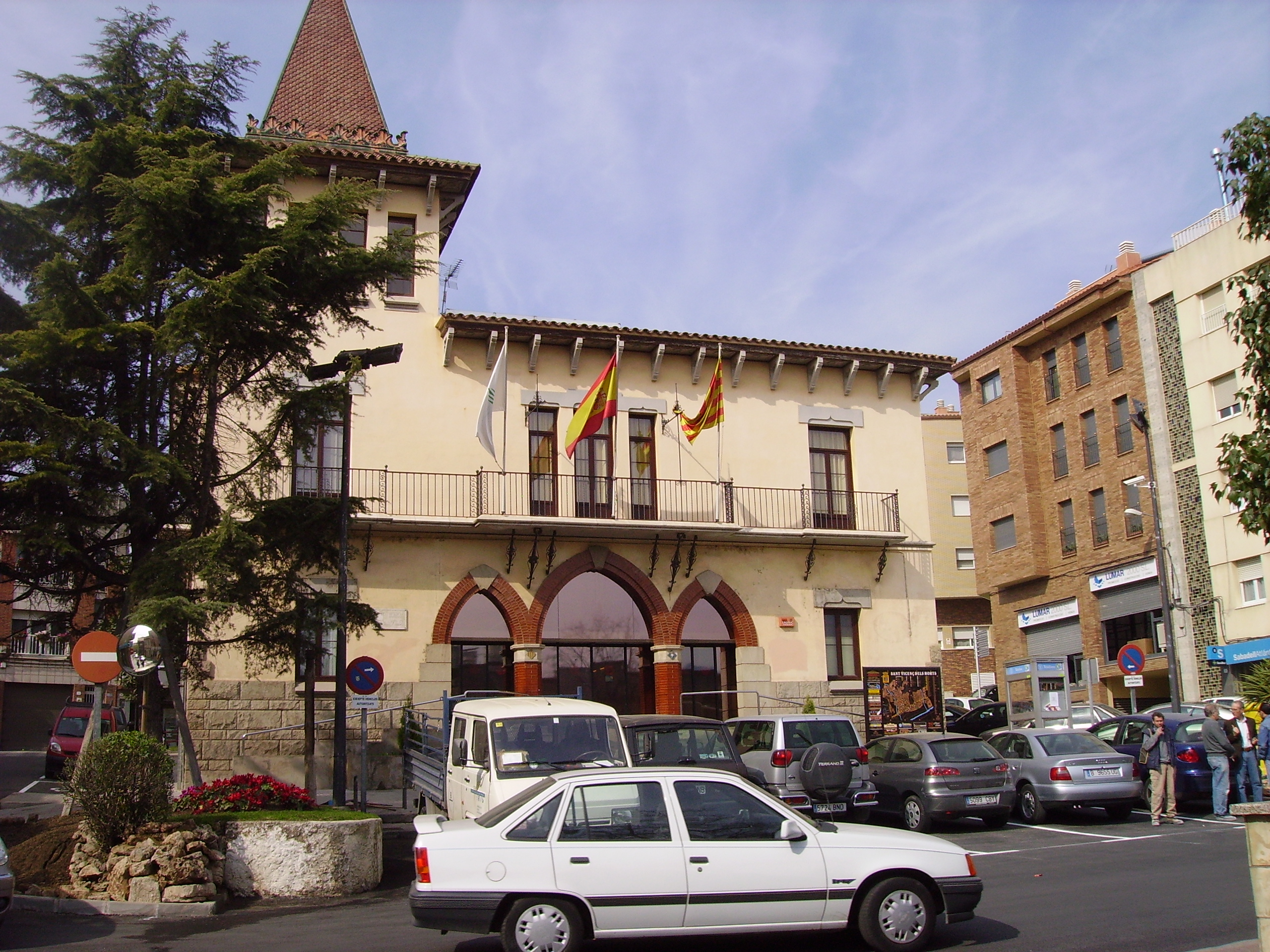
Das Rathaus von Sant Vicenç dels Horts